# Detlef Grieswelle
Detlef Grieswelle (* 22. November 1942 in Kaiserslautern) ist ein deutscher Kultursoziologe, Politikberater und Autor.
Nach einem Studium der Allgemeinen Soziologie, Kultursoziologie und Sozialpolitik mit anschließender Promotion war Grieswelle zunächst in einem privaten Forschungsinstitut für angewandte Wirtschafts- und Sozialforschung tätig, später als wissenschaftlicher Politikberater in der politischen Akademie einer Stiftung. Danach befasste er sich in der Bundesverwaltung mit sozialpolitischen Grundsatzfragen.
Seit 1972 veröffentlichte er Bücher unter anderem zu den Themen allgemeine Soziologie, Sportsoziologie, politische Rhetorik, Sozialpolitik Jugendarbeitslosigkeit und Generationengerechtigkeit. Darüber hinaus verfasste er rund fünfzig Aufsätze zu historischen und politischen Themen.

## Schriften (Auswahl)
- Propaganda der Friedlosigkeit. Eine Studie zu Hitlers Rhetorik, F. Enke, 1972, ISBN 3-432-01733-2
- Allgemeine Soziologie, Kohlhammer 1974, ISBN 3-17-001366-1
- Jugend und Freizeit: Bedingungen außerschulischer Jugendarbeit, Minerva-Publikation, 1978, ISBN 3-597-10003-1
- Rhetorik und Politik, Minera-Publikation, 1978, ISBN 3-597-10002-3
- Jugendliche Arbeitslose und Jungarbeiter: Berufsbezogene Einstellungen und Verhaltensweisen berufsschulpflichtiger Jugendlicher in sogenannten Jungarbeiterklassen im Saarland, Minerva-Publikation, 1978, ISBN 3-597-10011-2
- Sportsoziologie, Kohlhammer, 1982, ISBN 3-17-004470-2
- Politische Rhetorik, Deutscher Universitäts-Verlag, 2000, ISBN 3-8244-4389-9
- Sozialpolitik der Zukunft: Grundsatze sozialpolitischer Gestaltung, Olzog, 1996, ISBN 3-7892-9385-7
- Gerechtigkeit zwischen den Generationen: Solidaritat, Langfristdenken, Nachhaltigkeit in der Wirtschafts- und Sozialpolitik, Schöningh, 2002, ISBN 3-506-70247-5
- Sozialstaat am Scheideweg, Vektor Verlag, 2006, ISBN 3-929304-55-4
- Identität, Integration und Zusammenhalt in Deutschland: Auflösung von Gemeinschaft und Herausforderungen für politische Ordnung und Gestaltung, Vektor Verlag, 2013, ISBN 978-3-929304-61-9
- Kultur politischer Rhetorik. Zur Phänomenologie persuasiver Kommunikation, Vektor Verlag, 2017, ISBN 978-3-929304-65-7